# Équipe d'Angleterre de football à la Coupe du monde 2018
Cet article relate le parcours de l’équipe d'Angleterre de football lors de la Coupe du monde de football 2018 organisée en Russie du 14 juin au 15 juillet 2018.

## Joueurs et encadrement
Le 16 mai 2018, le sélectionneur Gareth Southgate dévoile sa liste de 23 joueurs sélectionnés pour participer à la Coupe du Monde plus 5 réservistes. Parmi les surprises, la présence du jeune défenseur de Liverpool Trent Alexander-Arnold accompagné du milieu de terrain Ruben Loftus-Cheek. Pour les absences, on peut noter celle de Joe Hart qui paie sa mauvaise saison avec West Ham, celle de Jack Wilshere barré au milieu de terrain par Dele Alli et Eric Dier, d'Adam Lallana juste revenu de blessure mais réserviste et enfin Ryan Bertrand laissé de côté au profit de Danny Rose et d'Ashley Young. Southgate doit aussi faire face au absences sur blessures des joueurs de Liverpool Alex Oxlade-Chamberlain et Joe Gomez ainsi que du spurs Harry Winks.
| Numéro / Nom       | Numéro / Nom              | Club                 | Date de naissance | J.              |                 |                 |                 |                 |
| Gardiens de but    | Gardiens de but           | Gardiens de but      | Gardiens de but   | Gardiens de but | Gardiens de but | Gardiens de but | Gardiens de but | Gardiens de but |
| ------------------ | ------------------------- | -------------------- | ----------------- | --------------- | --------------- | --------------- | --------------- | --------------- |
|                    | 1 Jordan Pickford         | Everton              | 07.03.1994        | 5               | 0               | 0               | 0               | 0               |
|                    | 13 Jack Butland           | Stoke City           | 10.03.1993        | 0               | 0               | 0               | 0               | 0               |
|                    | 23 Nick Pope              | Burnley              | 19.04.1992        | 0               | 0               | 0               | 0               | 0               |
| Défenseurs         |                           |                      |                   |                 |                 |                 |                 |                 |
|                    | 2 Kyle Walker             | Manchester City      | 28.05.1990        | 4               | 0               | 0               | 0               | 0               |
|                    | 3 Danny Rose              | Tottenham Hotspur    | 02.07.1990        | 3               | 0               | 0               | 0               | 0               |
|                    | 5 John Stones             | Manchester City      | 28.05.1994        | 5               | 2               | 1               | 0               | 0               |
|                    | 6 Harry Maguire           | Leicester City       | 05.03.1993        | 5               | 1               | 1               | 0               | 0               |
|                    | 12 Kieran Trippier        | Tottenham Hotspur    | 19.09.1990        | 4               | 0               | 0               | 0               | 0               |
|                    | 15 Gary Cahill            | Chelsea FC           | 19.12.1985        | 1               | 0               | 0               | 0               | 0               |
|                    | 16 Phil Jones             | Manchester United    | 21.02.1992        | 1               | 0               | 0               | 0               | 0               |
|                    | 22 Trent Alexander-Arnold | Liverpool            | 07.10.1998        | 1               | 0               | 0               | 0               | 0               |
| Milieux de terrain |                           |                      |                   |                 |                 |                 |                 |                 |
|                    | 4 Eric Dier               | Tottenham Hotspur    | 15.01.1994        | 4               | 0               | 0               | 0               | 0               |
|                    | 7 Jesse Lingard           | Manchester United    | 15.12.1992        | 4               | 1               | 1               | 0               | 0               |
|                    | 8 Jordan Henderson        | Liverpool            | 17.06.1990        | 4               | 0               | 1               | 0               | 0               |
|                    | 10 Raheem Sterling        | Manchester City      | 08.12.1994        | 4               | 0               | 0               | 0               | 0               |
|                    | 17 Fabian Delph           | Manchester City      | 21.11.1989        | 3               | 0               | 0               | 0               | 0               |
|                    | 18 Ashley Young           | Manchester United    | 09.07.1985        | 4               | 0               | 0               | 0               | 0               |
|                    | 20 Dele Alli              | Tottenham Hotspur    | 11.04.1996        | 3               | 1               | 0               | 0               | 0               |
|                    | 21 Ruben Loftus-Cheek     | Crystal Palace       | 23.01.1996        | 3               | 0               | 1               | 0               | 0               |
| Attaquants         |                           |                      |                   |                 |                 |                 |                 |                 |
|                    | 9 Harry Kane              | Tottenham Hotspur    | 28.07.1993        | 4               | 6               | 0               | 0               | 0               |
|                    | 11 Jamie Vardy            | Leicester City       | 11.01.1987        | 3               | 0               | 0               | 0               | 0               |
|                    | 14 Danny Welbeck          | Arsenal              | 26.11.1990        | 1               | 0               | 0               | 0               | 0               |
|                    | 19 Marcus Rashford        | Manchester United    | 31.10.1997        | 4               | 0               | 0               | 0               | 0               |
| Sélectionneur      |                           |                      |                   |                 |                 |                 |                 |                 |
|                    | Gareth Southgate          |                      | 09.08.1970        |                 |                 |                 |                 |                 |
| Réserve            |                           |                      |                   |                 |                 |                 |                 |                 |
|                    | Tom Heaton                | Burnley              | 15.04.1986        |                 |                 |                 |                 |                 |
|                    | Lewis Cook                | AFC Bournemouth      | 03.02.1997        |                 |                 |                 |                 |                 |
|                    | Adam Lallana              | Liverpool            | 10.05.1988        |                 |                 |                 |                 |                 |
|                    | Jake Livermore            | West Bromwich Albion | 14.11.1989        |                 |                 |                 |                 |                 |
|                    | James Tarkowski           | Burnley              | 19.11.1992        |                 |                 |                 |                 |                 |
| Blessés            |                           |                      |                   |                 |                 |                 |                 |                 |
|                    | Joe Gomez                 | Liverpool            | 23.05.1997        |                 |                 |                 |                 |                 |
|                    | Alfie Mawson              | Swansea City         | 19.01.1994        |                 |                 |                 |                 |                 |
|                    | Harry Winks               | Tottenham Hotspur    | 02.02.1996        |                 |                 |                 |                 |                 |
|                    | Alex Oxlade-Chamberlain   | Liverpool            | 15.08.1993        |                 |                 |                 |                 |                 |

### Sélectionneur
- Gareth Southgate

### Entraîneur adjoints
- Steve Holland, entraîneur adjoint
- Martyn Margetson, entraîneur des gardiens
- Ian Beasley, docteur

## Préparation de l'événement

### Qualification

#### Groupe de qualification
| Rang | Équipe     | Pts | J  | G | N | P | Bp | Bc | Diff |  | Résultats (▼ dom., ► ext.) |     |     |     |     |     |     |
| ---- | ---------- | --- | -- | - | - | - | -- | -- | ---- |  | -------------------------- | --- | --- | --- | --- | --- | --- |
| 1    | Angleterre | 26  | 10 | 8 | 2 | 0 | 18 | 3  | +15  |  | Angleterre                 |     | 2-1 | 3-0 | 1-0 | 2-0 | 2-0 |
| 2    | Slovaquie  | 18  | 10 | 6 | 0 | 4 | 17 | 7  | +10  |  | Slovaquie                  | 0-1 |     | 3-0 | 1-0 | 4-0 | 3-0 |
| 3    | Écosse     | 18  | 10 | 5 | 3 | 2 | 17 | 12 | +5   |  | Écosse                     | 2-2 | 1-0 |     | 1-0 | 1-1 | 2-0 |
| 4    | Slovénie   | 15  | 10 | 4 | 3 | 3 | 12 | 7  | +5   |  | Slovénie                   | 0-0 | 1-0 | 2-2 |     | 4-0 | 2-0 |
| 5    | Lituanie   | 6   | 10 | 1 | 3 | 6 | 7  | 20 | -13  |  | Lituanie                   | 0-1 | 1-2 | 0-3 | 2-2 |     | 2-0 |
| 6    | Malte      | 1   | 10 | 0 | 1 | 9 | 3  | 25 | -22  |  | Malte                      | 0-4 | 1-3 | 1-5 | 0-1 | 1-1 |     |

### Préparation

#### Matchs de préparation à la Coupe du monde
Détail des matchs amicaux
| Match amical      | Angleterre           | 2 – 1   | Nigeria   |                                                                        |                                                                        |
| 2 juin 2018 18h15 | Cahill 7e · Kane 39e | (2 - 0) | 47e Iwobi | Stade de Wembley, Londres Spectateurs : 70 025 Arbitrage : Marco Guida | Stade de Wembley, Londres Spectateurs : 70 025 Arbitrage : Marco Guida |

| Match amical      | Angleterre                 | 2 – 0   | Costa Rica |                                                |                                                |
| 7 juin 2018 21h00 | Rashford 13e · Welbeck 76e | (1 - 0) |            | Elland Road, Leeds Arbitrage : Hiroyuki Kimura | Elland Road, Leeds Arbitrage : Hiroyuki Kimura |

## Compétition

### Format et tirage au sort
Le tirage au sort de la Coupe du monde a lieu le vendredi 1er décembre 2017 au Kremlin à Moscou. C’est le classement d’octobre qui est pris en compte, la sélection se classe 12e du classement FIFA, et l'Angleterre est placée dans le chapeau 2.

### Premier tour - Groupe G
|   | Équipe     | Pts | J | G | N | P | Bp | Bc | Diff |
| 1 | Belgique   | 9   | 3 | 3 | 0 | 0 | 9  | 2  | +7   |
| 2 | Angleterre | 6   | 2 | 2 | 0 | 1 | 8  | 3  | +5   |
| 3 | Tunisie    | 3   | 3 | 1 | 0 | 2 | 5  | 8  | -3   |
| 4 | Panama     | 0   | 3 | 0 | 0 | 3 | 2  | 11 | -9   |

| 13 | 18 juin 2018 | Belgique   | 3 - 0 | Panama     |
| 14 | 18 juin 2018 | Tunisie    | 1 - 2 | Angleterre |
| 29 | 23 juin 2018 | Belgique   | 5 - 2 | Tunisie    |
| 30 | 24 juin 2018 | Angleterre | 6 - 1 | Panama     |
| 45 | 28 juin 2018 | Angleterre | 0 - 1 | Belgique   |
| 46 | 28 juin 2018 | Panama     | 1 - 2 | Tunisie    |

#### Tunisie - Angleterre
| Match 14                                                 | Tunisie                  | 1 - 2   | Angleterre                                         | Volgograd Arena, Volgograd                     |                                                |
| 18 juin 2018 · 21:00 (UTC+3) · Historique des rencontres | Ferjani Sassi 35e (pen.) | (1 - 1) | 11e Harry Kane · 90+1e Harry Kane (Harry Maguire ) | Spectateurs : 41 064 Arbitrage : Wilmar Roldán | Spectateurs : 41 064 Arbitrage : Wilmar Roldán |
| 18 juin 2018 · 21:00 (UTC+3) · Historique des rencontres | Rapport                  |         |                                                    | Spectateurs : 41 064 Arbitrage : Wilmar Roldán | Spectateurs : 41 064 Arbitrage : Wilmar Roldán |

| Tunisie | Angleterre |

| TUNISIE :       |    |                         |  |     |
|                 |    |                         |  |     |
| Gardien de but  | 22 | Mouez Hassen            |  | 16e |
|                 | 11 | Dylan Bronn             |  |     |
|                 | 02 | Syam Ben Youssef        |  |     |
|                 | 04 | Yassine Meriah          |  |     |
|                 | 12 | Ali Maaloul             |  |     |
|                 | 13 | Ferjani Sassi           |  |     |
|                 | 17 | Ellyes Skhiri           |  |     |
|                 | 09 | Anice Badri             |  |     |
|                 | 08 | Fakhreddine Ben Youssef |  |     |
|                 | 10 | Wahbi Khazri            |  | 85e |
|                 | 23 | Naïm Sliti              |  | 74e |
| Remplaçants :   |    |                         |  |     |
| Gardien de but  | 01 | Farouk Ben Mustapha     |  | 16e |
|                 | 14 | Mohamed Amine Ben Amor  |  | 74e |
|                 | 19 | Saber Khalifa           |  | 85e |
| Sélectionneur : |    |                         |  |     |
| Nabil Maâloul   |    |                         |  |     |

| ANGLETERRE :     |    |                    |     |       |
|                  |    |                    |     |       |
| Gardien de but   | 01 | Jordan Pickford    |     |       |
|                  | 02 | Kyle Walker        | 33e |       |
|                  | 05 | John Stones        |     |       |
|                  | 06 | Harry Maguire      |     |       |
|                  | 08 | Jordan Henderson   |     |       |
|                  | 20 | Dele Alli          |     | 80e   |
|                  | 07 | Jesse Lingard      |     | 90+3e |
|                  | 12 | Kieran Trippier    |     |       |
|                  | 18 | Ashley Young       |     |       |
|                  | 10 | Raheem Sterling    |     | 68e   |
|                  | 09 | Harry Kane         |     |       |
| Remplaçants :    |    |                    |     |       |
|                  | 19 | Marcus Rashford    |     | 68e   |
|                  | 21 | Ruben Loftus-Cheek |     | 80e   |
|                  | 04 | Eric Dier          |     | 90+3e |
| Sélectionneur :  |    |                    |     |       |
| Gareth Southgate |    |                    |     |       |

| Assistants : Alexander Guzmán Cristian de la Cruz Quatrième arbitre : Ricardo Montero Cinquième arbitre : Hiroshi Yamauchi Arbitre vidéo : Sandro Ricci Assistants arbitre vidéo : Gery Vargas Emerson de Carvalho Tiago Martins Homme du match : Harry Kane |

#### Angleterre - Panama
| Match 30                                                 | Angleterre | 6 - 1   | Panama                            | Stade de Nijni Novgorod, Nijni Novgorod       |                                               |
| 24 juin 2018 · 15:00 (UTC+3) · Historique des rencontres | ( Kieran Trippier) John Stones 8e · Harry Kane 22e (pen.) · ( Raheem Sterling) Jesse Lingard 36e · John Stones 40e · Harry Kane 45+1e (pen.) · Harry Kane 62e | (5 - 0) | 78e Felipe Baloy (Ricardo Ávila ) | Spectateurs : 43 319 Arbitrage : Gehad Grisha | Spectateurs : 43 319 Arbitrage : Gehad Grisha |
| 24 juin 2018 · 15:00 (UTC+3) · Historique des rencontres | Rapport |         |                                   | Spectateurs : 43 319 Arbitrage : Gehad Grisha | Spectateurs : 43 319 Arbitrage : Gehad Grisha |

| Angleterre | Panama |

| ANGLETERRE :     |    |                    |     |     |
|                  |    |                    |     |     |
| Gardien de but   | 01 | Jordan Pickford    |     |     |
|                  | 02 | Kyle Walker        |     |     |
|                  | 05 | John Stones        |     |     |
|                  | 06 | Harry Maguire      |     |     |
|                  | 08 | Jordan Henderson   |     |     |
|                  | 21 | Ruben Loftus-Cheek | 24e |     |
|                  | 07 | Jesse Lingard      |     | 63e |
|                  | 12 | Kieran Trippier    |     | 70e |
|                  | 18 | Ashley Young       |     |     |
|                  | 10 | Raheem Sterling    |     |     |
|                  | 09 | Harry Kane         |     | 63e |
| Remplaçants :    |    |                    |     |     |
|                  | 11 | Jamie Vardy        |     | 63e |
|                  | 17 | Fabian Delph       |     | 63e |
|                  | 03 | Danny Rose         |     | 70e |
| Sélectionneur :  |    |                    |     |     |
| Gareth Southgate |    |                    |     |     |

| PANAMA :           |    |                     |     |     |
|                    |    |                     |     |     |
| Gardien de but     | 01 | Jaime Penedo        |     |     |
|                    | 02 | Michael Murillo     | 72e |     |
|                    | 05 | Román Torres        |     |     |
|                    | 04 | Fidel Escobar       | 44e |     |
|                    | 15 | Eric Davis          |     |     |
|                    | 06 | Gabriel Gómez       |     | 69e |
|                    | 11 | Armando Cooper      | 10e |     |
|                    | 20 | Aníbal Godoy        |     | 62e |
|                    | 08 | Édgar Bárcenas      |     | 69e |
|                    | 21 | José Luis Rodríguez |     |     |
|                    | 07 | Blas Pérez          |     |     |
| Remplaçants :      |    |                     |     |     |
|                    | 19 | Ricardo Ávila       |     | 62e |
|                    | 16 | Abdiel Arroyo       |     | 69e |
|                    | 23 | Felipe Baloy        |     | 69e |
| Sélectionneur :    |    |                     |     |     |
| Hernán Darío Gómez |    |                     |     |     |

| Assistants : Redouane Achik Waleed Ahmed Quatrième arbitre : Norbert Hauata Cinquième arbitre : Bertrand Brial Arbitre vidéo : Danny Makkelie Assistants arbitre vidéo : Paweł Gil Sander van Roekel Mark Geiger Homme du Match : Harry Kane |

#### Angleterre - Belgique
| Match 45                                                 | Angleterre | 0 - 1   | Belgique                             | Arena Baltika, Kaliningrad                     |                                                |
| 28 juin 2018 · 20:00 (UTC+2) · Historique des rencontres |            | (0 - 0) | 51e Adnan Januzaj (Youri Tielemans ) | Spectateurs : 33 973 Arbitrage : Damir Skomina | Spectateurs : 33 973 Arbitrage : Damir Skomina |
| 28 juin 2018 · 20:00 (UTC+2) · Historique des rencontres | Rapport    |         |                                      | Spectateurs : 33 973 Arbitrage : Damir Skomina | Spectateurs : 33 973 Arbitrage : Damir Skomina |

| Angleterre | Belgique |

| ANGLETERRE :     |    |                        |  |     |
|                  |    |                        |  |     |
| Gardien de but   | 01 | Jordan Pickford        |  |     |
|                  | 16 | Phil Jones             |  |     |
|                  | 05 | John Stones            |  | 46e |
|                  | 15 | Gary Cahill            |  |     |
|                  | 04 | Eric Dier              |  |     |
|                  | 21 | Ruben Loftus-Cheek     |  |     |
|                  | 17 | Fabian Delph           |  |     |
|                  | 22 | Trent Alexander-Arnold |  | 79e |
|                  | 03 | Danny Rose             |  |     |
|                  | 19 | Marcus Rashford        |  |     |
|                  | 11 | Jamie Vardy            |  |     |
| Remplaçants :    |    |                        |  |     |
|                  | 06 | Harry Maguire          |  | 46e |
|                  | 14 | Danny Welbeck          |  | 79e |
| Sélectionneur :  |    |                        |  |     |
| Gareth Southgate |    |                        |  |     |

| BELGIQUE :       |    |                    |     |     |
|                  |    |                    |     |     |
| Gardien de but   | 01 | Thibaut Courtois   |     |     |
|                  | 23 | Leander Dendoncker | 33e |     |
|                  | 20 | Dedryck Boyata     |     |     |
|                  | 03 | Thomas Vermaelen   |     | 74e |
|                  | 22 | Nacer Chadli       |     |     |
|                  | 08 | Marouane Fellaini  |     |     |
|                  | 19 | Mousa Dembélé      |     |     |
|                  | 16 | Thorgan Hazard     |     |     |
|                  | 18 | Adnan Januzaj      |     | 86e |
|                  | 21 | Michy Batshuayi    |     |     |
|                  | 17 | Youri Tielemans    | 19e |     |
| Remplaçants :    |    |                    |     |     |
|                  | 04 | Vincent Kompany    |     | 74e |
|                  | 14 | Dries Mertens      |     | 86e |
| Sélectionneur :  |    |                    |     |     |
| Roberto Martínez |    |                    |     |     |

| Assistants : Jure Praprotnik Robert Vukan Quatrième arbitre : Mohammed Abdulla Hassan Mohamed Cinquième arbitre : Mohamed Al Hammadi Arbitre vidéo : Artur Soares Dias Assistants arbitre vidéo : Paweł Gil Roberto Díaz Pérez Mauro Vigliano Homme du Match : Adnan Januzaj |

### Huitième de finale

#### Colombie - Angleterre
| Match 56                                                   | Colombie                                                                   | 1 - 1 a.p.            | Angleterre                                                                    | Otkrytie Arena, Moscou                       |                                              |
| 3 juillet 2018 · 21:00 (UTC+3) · Historique des rencontres | ( Juan Cuadrado) Yerry Mina 90+3e                                          | (0 - 0, 1 - 1, 1 - 1) | 57e (pen.) Harry Kane                                                         | Spectateurs : 44 190 Arbitrage : Mark Geiger | Spectateurs : 44 190 Arbitrage : Mark Geiger |
| 3 juillet 2018 · 21:00 (UTC+3) · Historique des rencontres | Rapport                                                                    |                       |                                                                               | Spectateurs : 44 190 Arbitrage : Mark Geiger | Spectateurs : 44 190 Arbitrage : Mark Geiger |
| 3 juillet 2018 · 21:00 (UTC+3) · Historique des rencontres | Radamel Falcao · Juan Cuadrado · Luis Muriel · Mateus Uribe · Carlos Bacca | Tirs au but 3 - 4     | Harry Kane · Marcus Rashford · Jordan Henderson · Kieran Trippier · Eric Dier | Spectateurs : 44 190 Arbitrage : Mark Geiger | Spectateurs : 44 190 Arbitrage : Mark Geiger |

| Colombie | Angleterre |

| COLOMBIE :      |    |                        |      |      |
|                 |    |                        |      |      |
| Gardien de but  | 01 | David Ospina           |      |      |
|                 | 04 | Santiago Arias         | 52e  | 116e |
|                 | 13 | Yerry Mina             |      |      |
|                 | 23 | Davinson Sánchez       |      |      |
|                 | 17 | Johan Mojica           |      |      |
|                 | 05 | Wílmar Barrios         | 41e  |      |
|                 | 06 | Carlos Sánchez         | 54e  | 79e  |
|                 | 16 | Jefferson Lerma        |      | 61e  |
|                 | 11 | Juan Cuadrado          | 118e |      |
|                 | 20 | Juan Fernando Quintero |      | 88e  |
|                 | 09 | Radamel Falcao         | 63e  |      |
| Remplaçants :   |    |                        |      |      |
|                 | 07 | Carlos Bacca           | 64e  | 61e  |
|                 | 15 | Mateus Uribe           |      | 79e  |
|                 | 14 | Luis Muriel            |      | 88e  |
|                 | 02 | Cristián Zapata        |      | 116e |
| Sélectionneur : |    |                        |      |      |
| José Pékerman   |    |                        |      |      |

| ANGLETERRE :     |    |                  |     |      |
|                  |    |                  |     |      |
| Gardien de but   | 01 | Jordan Pickford  |     |      |
|                  | 02 | Kyle Walker      |     | 113e |
|                  | 05 | John Stones      |     |      |
|                  | 06 | Harry Maguire    |     |      |
|                  | 08 | Jordan Henderson | 56e |      |
|                  | 20 | Dele Alli        |     | 81e  |
|                  | 07 | Jesse Lingard    | 69e |      |
|                  | 12 | Kieran Trippier  |     |      |
|                  | 18 | Ashley Young     |     | 102e |
|                  | 10 | Raheem Sterling  |     | 88e  |
|                  | 09 | Harry Kane       |     |      |
| Remplaçants :    |    |                  |     |      |
|                  | 04 | Eric Dier        |     | 81e  |
|                  | 11 | Jamie Vardy      |     | 88e  |
|                  | 03 | Danny Rose       |     | 102e |
|                  | 19 | Marcus Rashford  |     | 113e |
| Sélectionneur :  |    |                  |     |      |
| Gareth Southgate |    |                  |     |      |

| Assistants : Joe Fletcher Frank Anderson Quatrième arbitre : Matthew Conger Cinquième arbitre : Tevita Makasini Arbitre vidéo : Danny Makkelie Assistants arbitre vidéo : Paweł Gil Carlos Astroza Mauro Vigliano Homme du Match : Harry Kane |

### Quart de finale

#### Suède - Angleterre
| Match 60                     | Suède   | 0 - 2   | Angleterre                                                         | Samara Arena, Samara                           |                                                |
| 7 juillet 2018 18:00 (UTC+4) |         | (0 - 1) | 30e Harry Maguire (Ashley Young ) · 59e Dele Alli (Jesse Lingard ) | Spectateurs : 39 991 Arbitrage : Björn Kuipers | Spectateurs : 39 991 Arbitrage : Björn Kuipers |
| 7 juillet 2018 18:00 (UTC+4) | Rapport |         |                                                                    | Spectateurs : 39 991 Arbitrage : Björn Kuipers | Spectateurs : 39 991 Arbitrage : Björn Kuipers |

| Suède | Angleterre |

| SUÈDE :         |    |                     |       |     |
|                 |    |                     |       |     |
| Gardien de but  | 01 | Robin Olsen         |       |     |
|                 | 16 | Emil Krafth         |       | 85e |
|                 | 03 | Victor Lindelöf     |       |     |
|                 | 04 | Andreas Granqvist   |       |     |
|                 | 06 | Ludwig Augustinsson |       |     |
|                 | 17 | Viktor Claesson     |       |     |
|                 | 07 | Sebastian Larsson   | 90+4e |     |
|                 | 08 | Albin Ekdal         |       |     |
|                 | 10 | Emil Forsberg       |       | 65e |
|                 | 09 | Marcus Berg         |       |     |
|                 | 20 | Ola Toivonen        |       | 65e |
| Remplaçants :   |    |                     |       |     |
|                 | 11 | John Guidetti       | 87e   | 65e |
|                 | 05 | Martin Olsson       |       | 65e |
|                 | 18 | Pontus Jansson      |       | 85e |
| Sélectionneur : |    |                     |       |     |
| Janne Andersson |    |                     |       |     |

| ANGLETERRE :     |    |                  |     |       |
|                  |    |                  |     |       |
| Gardien de but   | 01 | Jordan Pickford  |     |       |
|                  | 02 | Kyle Walker      |     |       |
|                  | 05 | John Stones      |     |       |
|                  | 06 | Harry Maguire    | 87e |       |
|                  | 08 | Jordan Henderson |     | 85e   |
|                  | 20 | Dele Alli        |     | 77e   |
|                  | 07 | Jesse Lingard    |     |       |
|                  | 12 | Kieran Trippier  |     |       |
|                  | 18 | Ashley Young     |     |       |
|                  | 10 | Raheem Sterling  |     | 90+1e |
|                  | 09 | Harry Kane       |     |       |
| Remplaçants :    |    |                  |     |       |
|                  | 17 | Fabian Delph     |     | 77e   |
|                  | 04 | Eric Dier        |     | 85e   |
|                  | 19 | Marcus Rashford  |     | 90+1e |
| Sélectionneur :  |    |                  |     |       |
| Gareth Southgate |    |                  |     |       |

| Assistants : Sander van Roekel Erwin Zeinstra Quatrième arbitre : Antonio Mateu Lahoz Cinquième arbitre : Pau Cebrián Devís Arbitre vidéo : Danny Makkelie Assistants arbitre vidéo : Bastian Dankert Carlos Astroza Felix Zwayer Homme du Match : Jordan Pickford |

### Demi-finale

#### Croatie - Angleterre
| Match 62                      | Croatie                                                                  | 2 - 1 a.p.            | Angleterre         | Stade Loujniki, Moscou                        |                                               |
| 11 juillet 2018 21:00 (UTC+3) | ( Šime Vrsaljko) Ivan Perišić 68e · ( Ivan Perišić) Mario Mandžukić 109e | (0 - 1, 1 - 1, 1 - 1) | 5e Kieran Trippier | Spectateurs : 78 011 Arbitrage : Cüneyt Çakır | Spectateurs : 78 011 Arbitrage : Cüneyt Çakır |
| 11 juillet 2018 21:00 (UTC+3) | Rapport                                                                  |                       |                    | Spectateurs : 78 011 Arbitrage : Cüneyt Çakır | Spectateurs : 78 011 Arbitrage : Cüneyt Çakır |

| Croatie | Angleterre |

| CROATIE :       |    |                  |     |      |
|                 |    |                  |     |      |
| Gardien de but  | 23 | Danijel Subašić  |     |      |
|                 | 02 | Šime Vrsaljko    |     |      |
|                 | 06 | Dejan Lovren     |     |      |
|                 | 21 | Domagoj Vida     |     |      |
|                 | 03 | Ivan Strinić     |     | 95e  |
|                 | 07 | Ivan Rakitić     |     |      |
|                 | 11 | Marcelo Brozović |     |      |
|                 | 18 | Ante Rebić       | 96e | 101e |
|                 | 10 | Luka Modrić      |     | 119e |
|                 | 04 | Ivan Perišić     |     |      |
|                 | 17 | Mario Mandžukić  | 48e | 115e |
| Remplaçants :   |    |                  |     |      |
|                 | 22 | Josip Pivarić    |     | 95e  |
|                 | 09 | Andrej Kramarić  |     | 101e |
|                 | 05 | Vedran Ćorluka   |     | 115e |
|                 | 19 | Milan Badelj     |     | 119e |
| Sélectionneur : |    |                  |     |      |
| Zlatko Dalić    |    |                  |     |      |

| ANGLETERRE :     |    |                  |     |      |
|                  |    |                  |     |      |
| Gardien de but   | 01 | Jordan Pickford  |     |      |
|                  | 02 | Kyle Walker      | 54e | 112e |
|                  | 05 | John Stones      |     |      |
|                  | 06 | Harry Maguire    |     |      |
|                  | 08 | Jordan Henderson |     | 97e  |
|                  | 20 | Dele Alli        |     |      |
|                  | 07 | Jesse Lingard    |     |      |
|                  | 12 | Kieran Trippier  |     |      |
|                  | 18 | Ashley Young     |     | 91e  |
|                  | 10 | Raheem Sterling  |     | 74e  |
|                  | 09 | Harry Kane       |     |      |
| Remplaçants :    |    |                  |     |      |
|                  | 19 | Marcus Rashford  |     | 74e  |
|                  | 03 | Danny Rose       |     | 91e  |
|                  | 04 | Eric Dier        |     | 97e  |
|                  | 11 | Jamie Vardy      |     | 112e |
| Sélectionneur :  |    |                  |     |      |
| Gareth Southgate |    |                  |     |      |

| Assistants : Bahattin Duran Tarık Ongun Quatrième arbitre : Björn Kuipers Cinquième arbitre : Sander van Roekel Arbitre vidéo : Danny Makkelie Assistants arbitre vidéo : Bastian Dankert Carlos Astroza Felix Zwayer Homme du Match : Ivan Perišić |

### Match pour la troisième place

#### Belgique - Angleterre
| Match 63                                                    | Belgique                                                               | 2 - 0   | Angleterre | Stade de Saint-Pétersbourg, Saint-Pétersbourg    |                                                  |
| 14 juillet 2018 · 17:00 (UTC+3) · Historique des rencontres | ( Nacer Chadli) Thomas Meunier 4e · ( Kevin De Bruyne) Eden Hazard 82e | (1 - 0) |            | Spectateurs : 64 406 Arbitrage : Alireza Faghani | Spectateurs : 64 406 Arbitrage : Alireza Faghani |
| 14 juillet 2018 · 17:00 (UTC+3) · Historique des rencontres | Rapport                                                                |         |            | Spectateurs : 64 406 Arbitrage : Alireza Faghani | Spectateurs : 64 406 Arbitrage : Alireza Faghani |

| Belgique | Angleterre |

| BELGIQUE :       |    |                   |       |     |
|                  |    |                   |       |     |
| Gardien de but   | 01 | Thibaut Courtois  |       |     |
|                  | 02 | Toby Alderweireld |       |     |
|                  | 04 | Vincent Kompany   |       |     |
|                  | 05 | Jan Vertonghen    |       |     |
|                  | 15 | Thomas Meunier    |       |     |
|                  | 17 | Youri Tielemans   |       | 78e |
|                  | 06 | Axel Witsel       | 90+3e |     |
|                  | 22 | Nacer Chadli      |       | 39e |
|                  | 07 | Kevin De Bruyne   |       |     |
|                  | 09 | Romelu Lukaku     |       | 60e |
|                  | 10 | Eden Hazard       |       |     |
| Remplaçants :    |    |                   |       |     |
|                  | 03 | Thomas Vermaelen  |       | 39e |
|                  | 14 | Dries Mertens     |       | 60e |
|                  | 19 | Mousa Dembélé     |       | 78e |
| Sélectionneur :  |    |                   |       |     |
| Roberto Martínez |    |                   |       |     |

| ANGLETERRE :     |    |                    |     |     |
|                  |    |                    |     |     |
| Gardien de but   | 01 | Jordan Pickford    |     |     |
|                  | 16 | Phil Jones         |     |     |
|                  | 05 | John Stones        | 52e |     |
|                  | 06 | Harry Maguire      | 76e |     |
|                  | 04 | Eric Dier          |     |     |
|                  | 21 | Ruben Loftus-Cheek |     | 84e |
|                  | 17 | Fabian Delph       |     |     |
|                  | 12 | Kieran Trippier    |     |     |
|                  | 03 | Danny Rose         |     | 46e |
|                  | 10 | Raheem Sterling    |     | 46e |
|                  | 09 | Harry Kane         |     |     |
| Remplaçants :    |    |                    |     |     |
|                  | 07 | Jesse Lingard      |     | 46e |
|                  | 19 | Marcus Rashford    |     | 46e |
|                  | 20 | Dele Alli          |     | 84e |
| Sélectionneur :  |    |                    |     |     |
| Gareth Southgate |    |                    |     |     |

| Assistants : Reza Sokhandan Mohammadreza Mansouri Quatrième arbitre : Malang Diedhiou Cinquième arbitre : Djibril Camara Arbitre vidéo : Mark Geiger Assistants arbitre vidéo : Bastian Dankert Joe Fletcher Paolo Valeri Homme du Match : Eden Hazard |

## Statistiques

### Temps de jeu
| Joueur                 |          |          |          |          |          |          |          | TT       | But inscrit | Passe décisive | MJ       | MT       | Légende |
| ---------------------- | -------- | -------- | -------- | -------- | -------- | -------- | -------- | -------- | ----------- | -------------- | -------- | -------- | --- |
| Gardiens               | Gardiens | Gardiens | Gardiens | Gardiens | Gardiens | Gardiens | Gardiens | Gardiens | Gardiens    | Gardiens       | Gardiens | Gardiens | Abréviations et symboles : TT : Total de minutes jouées MJ : Nombre de matchs joués MT : Matchs joués en tant que titulaire : but : passe décisive : joueur entré : joueur remplacé : capitaine : carton jaune : carton rouge |
| Jordan Pickford        | 90       | 90       | 90       | 120      | 90       | 120      | 90       | 690      | -           | -              | 7        | 7        | Abréviations et symboles : TT : Total de minutes jouées MJ : Nombre de matchs joués MT : Matchs joués en tant que titulaire : but : passe décisive : joueur entré : joueur remplacé : capitaine : carton jaune : carton rouge |
| Jack Butland           | -        | -        | -        | -        | -        | -        | -        | -        | -           | -              | -        | -        | Abréviations et symboles : TT : Total de minutes jouées MJ : Nombre de matchs joués MT : Matchs joués en tant que titulaire : but : passe décisive : joueur entré : joueur remplacé : capitaine : carton jaune : carton rouge |
| Nick Pope              | -        | -        | -        | -        | -        | -        | -        | -        | -           | -              | -        | -        | Abréviations et symboles : TT : Total de minutes jouées MJ : Nombre de matchs joués MT : Matchs joués en tant que titulaire : but : passe décisive : joueur entré : joueur remplacé : capitaine : carton jaune : carton rouge |
| Défenseurs             |          |          |          |          |          |          |          |          |             |                |          |          | Abréviations et symboles : TT : Total de minutes jouées MJ : Nombre de matchs joués MT : Matchs joués en tant que titulaire : but : passe décisive : joueur entré : joueur remplacé : capitaine : carton jaune : carton rouge |
| Kyle Walker            | 90       | 90       | -        | 113      | 90       | 112      | -        | 495      | -           | -              | 5        | 5        | Abréviations et symboles : TT : Total de minutes jouées MJ : Nombre de matchs joués MT : Matchs joués en tant que titulaire : but : passe décisive : joueur entré : joueur remplacé : capitaine : carton jaune : carton rouge |
| John Stones            | 90       | 90       | 46       | 120      | 90       | 120      | 90       | 646      | 2           | -              | 7        | 7        | Abréviations et symboles : TT : Total de minutes jouées MJ : Nombre de matchs joués MT : Matchs joués en tant que titulaire : but : passe décisive : joueur entré : joueur remplacé : capitaine : carton jaune : carton rouge |
| Harry Maguire          | 90       | 90       | 44       | 120      | 90       | 120      | 90       | 644      | 1           | 1              | 7        | 6        | Abréviations et symboles : TT : Total de minutes jouées MJ : Nombre de matchs joués MT : Matchs joués en tant que titulaire : but : passe décisive : joueur entré : joueur remplacé : capitaine : carton jaune : carton rouge |
| Gary Cahill            | -        | -        | 90       | -        | -        | -        | -        | 90       | -           | -              | 1        | 1        | Abréviations et symboles : TT : Total de minutes jouées MJ : Nombre de matchs joués MT : Matchs joués en tant que titulaire : but : passe décisive : joueur entré : joueur remplacé : capitaine : carton jaune : carton rouge |
| Phil Jones             | -        | -        | 90       | -        | -        | -        | 90       | 180      | -           | -              | 2        | 2        | Abréviations et symboles : TT : Total de minutes jouées MJ : Nombre de matchs joués MT : Matchs joués en tant que titulaire : but : passe décisive : joueur entré : joueur remplacé : capitaine : carton jaune : carton rouge |
| Trent Alexander-Arnold | -        | -        | 79       | -        | -        | -        | -        | 79       | -           | -              | 1        | 1        | Abréviations et symboles : TT : Total de minutes jouées MJ : Nombre de matchs joués MT : Matchs joués en tant que titulaire : but : passe décisive : joueur entré : joueur remplacé : capitaine : carton jaune : carton rouge |
| Milieux                |          |          |          |          |          |          |          |          |             |                |          |          | Abréviations et symboles : TT : Total de minutes jouées MJ : Nombre de matchs joués MT : Matchs joués en tant que titulaire : but : passe décisive : joueur entré : joueur remplacé : capitaine : carton jaune : carton rouge |
| Eric Dier              | 0        | -        | 90       | 39       | 5        | 23       | 90       | 247      | -           | -              | 6        | 2        | Abréviations et symboles : TT : Total de minutes jouées MJ : Nombre de matchs joués MT : Matchs joués en tant que titulaire : but : passe décisive : joueur entré : joueur remplacé : capitaine : carton jaune : carton rouge |
| Jesse Lingard          | 90       | 63       | -        | 120      | 90       | 120      | 44       | 527      | 1           | 1              | 6        | 5        | Abréviations et symboles : TT : Total de minutes jouées MJ : Nombre de matchs joués MT : Matchs joués en tant que titulaire : but : passe décisive : joueur entré : joueur remplacé : capitaine : carton jaune : carton rouge |
| Jordan Henderson       | 90       | 90       | -        | 120      | 85       | 97       | -        | 482      | -           | -              | 5        | 5        | Abréviations et symboles : TT : Total de minutes jouées MJ : Nombre de matchs joués MT : Matchs joués en tant que titulaire : but : passe décisive : joueur entré : joueur remplacé : capitaine : carton jaune : carton rouge |
| Raheem Sterling        | 68       | 90       | -        | 88       | 90       | 74       | 46       | 456      | -           | 1              | 6        | 6        | Abréviations et symboles : TT : Total de minutes jouées MJ : Nombre de matchs joués MT : Matchs joués en tant que titulaire : but : passe décisive : joueur entré : joueur remplacé : capitaine : carton jaune : carton rouge |
| Kieran Trippier        | 90       | 70       | -        | 120      | 90       | 120      | 90       | 580      | 1           | 1              | 6        | 6        | Abréviations et symboles : TT : Total de minutes jouées MJ : Nombre de matchs joués MT : Matchs joués en tant que titulaire : but : passe décisive : joueur entré : joueur remplacé : capitaine : carton jaune : carton rouge |
| Danny Rose             | -        | 20       | 90       | 18       | -        | 29       | 46       | 203      | -           | -              | 5        | 2        | Abréviations et symboles : TT : Total de minutes jouées MJ : Nombre de matchs joués MT : Matchs joués en tant que titulaire : but : passe décisive : joueur entré : joueur remplacé : capitaine : carton jaune : carton rouge |
| Fabian Delph           | -        | 27       | 90       | -        | 13       | -        | 90       | 220      | -           | -              | 4        | 2        | Abréviations et symboles : TT : Total de minutes jouées MJ : Nombre de matchs joués MT : Matchs joués en tant que titulaire : but : passe décisive : joueur entré : joueur remplacé : capitaine : carton jaune : carton rouge |
| Ashley Young           | 90       | 90       | -        | 102      | 90       | 91       | -        | 463      | -           | 1              | 5        | 5        | Abréviations et symboles : TT : Total de minutes jouées MJ : Nombre de matchs joués MT : Matchs joués en tant que titulaire : but : passe décisive : joueur entré : joueur remplacé : capitaine : carton jaune : carton rouge |
| Dele Alli              | 80       | -        | -        | 81       | 77       | 120      | 6        | 364      | 1           | -              | 5        | 4        | Abréviations et symboles : TT : Total de minutes jouées MJ : Nombre de matchs joués MT : Matchs joués en tant que titulaire : but : passe décisive : joueur entré : joueur remplacé : capitaine : carton jaune : carton rouge |
| Ruben Loftus-Cheek     | 10       | 90       | 90       | -        | -        | -        | 84       | 274      | -           | -              | 4        | 3        | Abréviations et symboles : TT : Total de minutes jouées MJ : Nombre de matchs joués MT : Matchs joués en tant que titulaire : but : passe décisive : joueur entré : joueur remplacé : capitaine : carton jaune : carton rouge |
| Attaquants             |          |          |          |          |          |          |          |          |             |                |          |          | Abréviations et symboles : TT : Total de minutes jouées MJ : Nombre de matchs joués MT : Matchs joués en tant que titulaire : but : passe décisive : joueur entré : joueur remplacé : capitaine : carton jaune : carton rouge |
| Harry Kane             | 90       | 63       | -        | 120      | 90       | 120      | 90       | 573      | 6           | -              | 6        | 6        | Abréviations et symboles : TT : Total de minutes jouées MJ : Nombre de matchs joués MT : Matchs joués en tant que titulaire : but : passe décisive : joueur entré : joueur remplacé : capitaine : carton jaune : carton rouge |
| Jamie Vardy            | -        | 27       | 90       | 32       | -        | 8        | -        | 157      | -           | -              | 4        | 1        | Abréviations et symboles : TT : Total de minutes jouées MJ : Nombre de matchs joués MT : Matchs joués en tant que titulaire : but : passe décisive : joueur entré : joueur remplacé : capitaine : carton jaune : carton rouge |
| Danny Welbeck          | -        | -        | 11       | -        | -        | -        | -        | 11       | -           | -              | 1        | -        | Abréviations et symboles : TT : Total de minutes jouées MJ : Nombre de matchs joués MT : Matchs joués en tant que titulaire : but : passe décisive : joueur entré : joueur remplacé : capitaine : carton jaune : carton rouge |
| Marcus Rashford        | 22       | -        | 90       | 7        | 0        | 46       | 44       | 209      | -           | -              | 6        | 1        | Abréviations et symboles : TT : Total de minutes jouées MJ : Nombre de matchs joués MT : Matchs joués en tant que titulaire : but : passe décisive : joueur entré : joueur remplacé : capitaine : carton jaune : carton rouge |
| TOTAL                  |          |          |          |          |          |          |          |          |             |                |          |          | Abréviations et symboles : TT : Total de minutes jouées MJ : Nombre de matchs joués MT : Matchs joués en tant que titulaire : but : passe décisive : joueur entré : joueur remplacé : capitaine : carton jaune : carton rouge |
| Équipe d'Angleterre    | 90       | 90       | 90       | 120      | 90       | 120      | 90       | 690      | 12          | 5              | 7        | -        | Abréviations et symboles : TT : Total de minutes jouées MJ : Nombre de matchs joués MT : Matchs joués en tant que titulaire : but : passe décisive : joueur entré : joueur remplacé : capitaine : carton jaune : carton rouge |

| Buts  | Joueurs         | Adversaires                       |
| ----- | --------------- | --------------------------------- |
| 6     | Harry Kane      | Tunisie (2), Panama (3), Colombie |
| 2     | John Stones     | Panama (2)                        |
| 1     | Jesse Lingard   | Panama                            |
| 1     | Harry Maguire   | Suède                             |
| 1     | Dele Alli       | Suède                             |
| 1     | Kieran Trippier | Croatie                           |
| TOTAL | 12 BUTS         | 12 BUTS                           |

| Passes | Joueurs            | Adversaires        |
| ------ | ------------------ | ------------------ |
| 1      | Harry Maguire      | Tunisie            |
| 1      | Kieran Trippier    | Panama             |
| 1      | Raheem Sterling    | Panama             |
| 1      | Ashley Young       | Suède              |
| 1      | Jesse Lingard      | Suède              |
| TOTAL  | 5 PASSES DÉCISIVES | 5 PASSES DÉCISIVES |

## Séjour et hébergement
Durant la compétition, les Three Lions séjourneront à l'hôtel "The ForRestMix Club" situé dans la ville de Repino.